# Stelmachowo Duże
Stelmachowo Duże – dawny folwark. Tereny, na których leżał, znajdują się obecnie na Białorusi, w obwodzie witebskim, w rejonie głębockim, w sielsowiecie Łomasze.

## Historia
W czasach zaborów folwark w powiecie dzisieńskim, w guberni wileńskiej Imperium Rosyjskiego.
W latach 1921–1945 folwark leżał w Polsce, w województwie wileńskim, w powiecie dziśnieńskim, w gminie Prozoroki.
Według Powszechnego Spisu Ludności z 1921 roku zamieszkiwało tu 58 osób, 39 było wyznania rzymskokatolickiego, a 19 prawosławnego. Jednocześnie 34 mieszkańców zadeklarowali polską, a 24 białoruską przynależność narodową. Były tu 4 budynki mieszkalne. W 1931 w 6 domach zamieszkiwało 61 osób.
Wierni należeli do parafii rzymskokatolickiej i prawosławnej w Prozorokach. Miejscowość podlegała pod Sąd Grodzki w Głębokiem i Okręgowy w Wilnie; właściwy urząd pocztowy mieścił się w Prozorokach.
W okresie międzywojennym była tu umiejscowiona strażnica KOP „Stelmachowo Wielkie”. W 1932 roku obsada strażnicy zakwaterowana była w budynku popolicyjnym.